# Liste von Stränden in Antigua und Barbuda
Diese Liste gibt einen Überblick über die Strände des karibischen Inselstaats Antigua und Barbuda.
| Antigua                                      | Barbuda                 |
| Antigua, Satellitenbild                      | Barbuda, Satellitenbild |
| Antigua, Karte (1775)                        | Barbuda, Karte          |
| Satellitenbild und Karte, im Größenvergleich |                         |

## Überblick

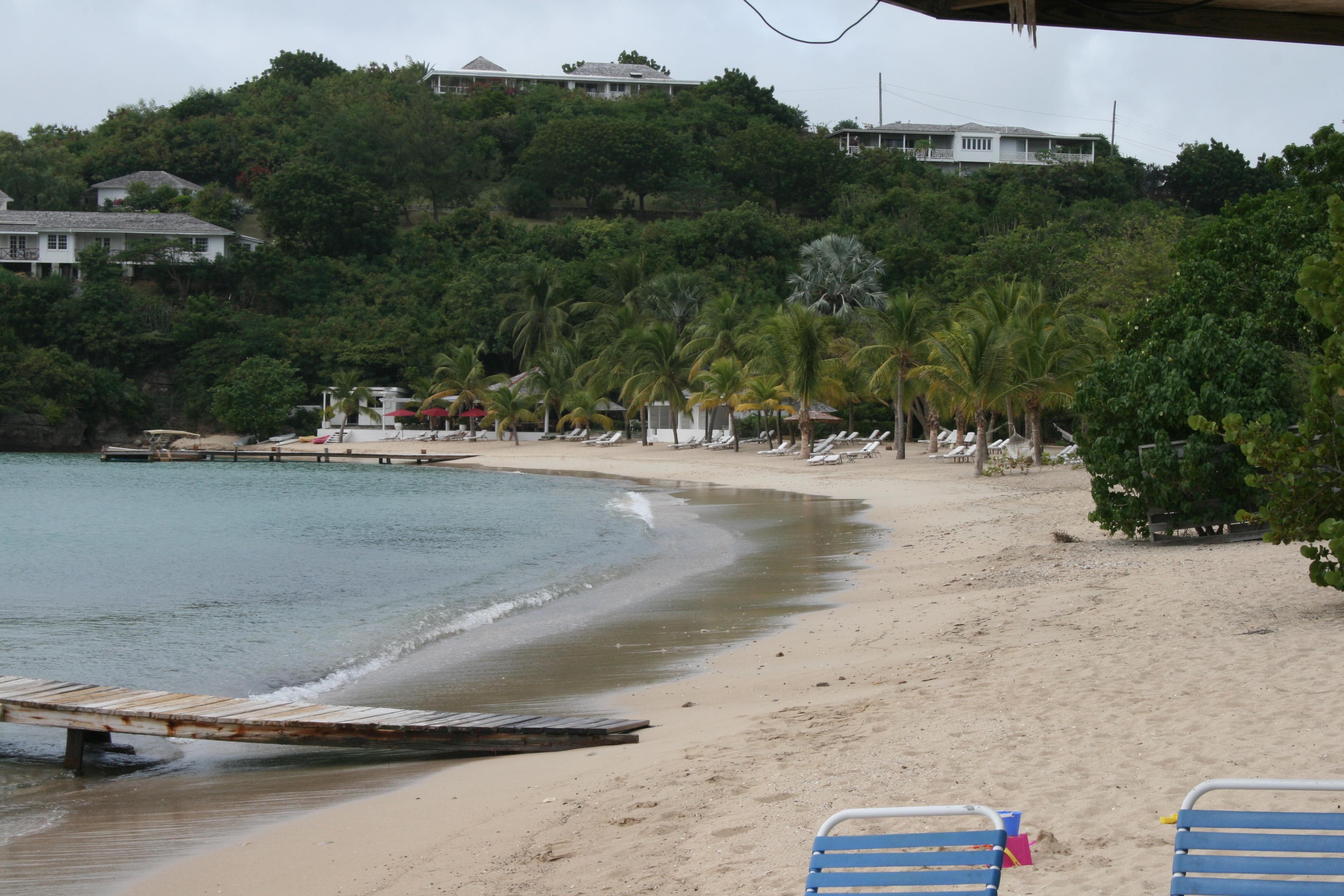
Charakteristische Strandnutzung auf Antigua: öffentlicher Strand, Liegeplätze eines Hotels/Resorts, strandnahe Villen

Das Land besteht aus den Inseln Antigua und Barbuda (und der abgelegenen unbewohnten Insel Redonda), im mittleren Abschnitt der Inselkette der Westindischen Inseln, als eine der nördlicheren der Inseln über dem Winde der Kleinen Antillen.
Beide Inseln sind vulkanischen Ursprungs, aber im Vergleich zu den anderen Antilleninseln relativ alt und daher ohne ausgeprägtem zentralem Gebirgsstock. Sie sind vom Flachmeer des untermeerischen Sockels und von reifen Korallenriffen umgeben, was vor Erosion schützt und die Strände mit dem berühmten reinweißen, auf Barbuda leicht rosafarbenen Sand versorgt.
Die Strände der Insel bilden die wirtschaftliche Basis des Kleinstaats, doch ist der Tourismus in Antigua und Barbuda nicht so ausgeprägt wie auf anderen Karibikinseln. Die Entwicklung setzte erst in den 1980ern ein. Unter Lester Bird wurde aber die Erschließung mit Tourismusinfrastruktur intensiv vorangetrieben, teils mit hohem Landverbrauch, wodurch auch einige der wichtigsten Mangrovensümpfe auf Antigua geopfert wurden.
Zeitweise wurde auch Raubbau im Abbau von Sand betrieben – Mitte der 1990er war Barbuda die Hauptquelle von Bausänden in der östlichen Karibik. Durch die fehlenden Berge haben beide Inseln keine orographische Wolke und wenig Stauniederschlag, wodurch die wichtigen litoralen Süßwasserreserven angegriffen wurden.
So entstand in den 1990er Jahren eine oppositionell-ökologische Protestbewegung, es kam zu teils gewaltsamen Protestaktionen gegen Neubauprojekte. Trotzdem finden sich auf beiden Inseln noch unerschlossene Strände, schon 1988 wurden vom Parlament acht Strände als unerschließbar deklariert (Undeveloped Beaches, Strandschutzgebiete). Unter Eindruck des steigender Meeresspiegel durch die globale Erwärmung wie auch aus Umweltschutzgründen wird heute mehr Fokus auf Schutz der Strände gelegt. Auslöser des Umdenkprozesses war Hurrikan Luis September 1995, der schwere Küstenschäden verursachte. Gebietsweise gibt es permanenten Landverlust an den Stränden. Seit den mittleren 2000ern wird zwar wieder ausgebaut, aber eher im Sinne eines in die regionale Struktur eingegliederten Qualitätstourismus (Sanfter Tourismus).
Strände sind prinzipiell öffentliches Gut (Staatsland), und frei zugänglich, vereinzelt auch Privatbesitz. Oben-ohne in der Öffentlichkeit gilt als anstößig.

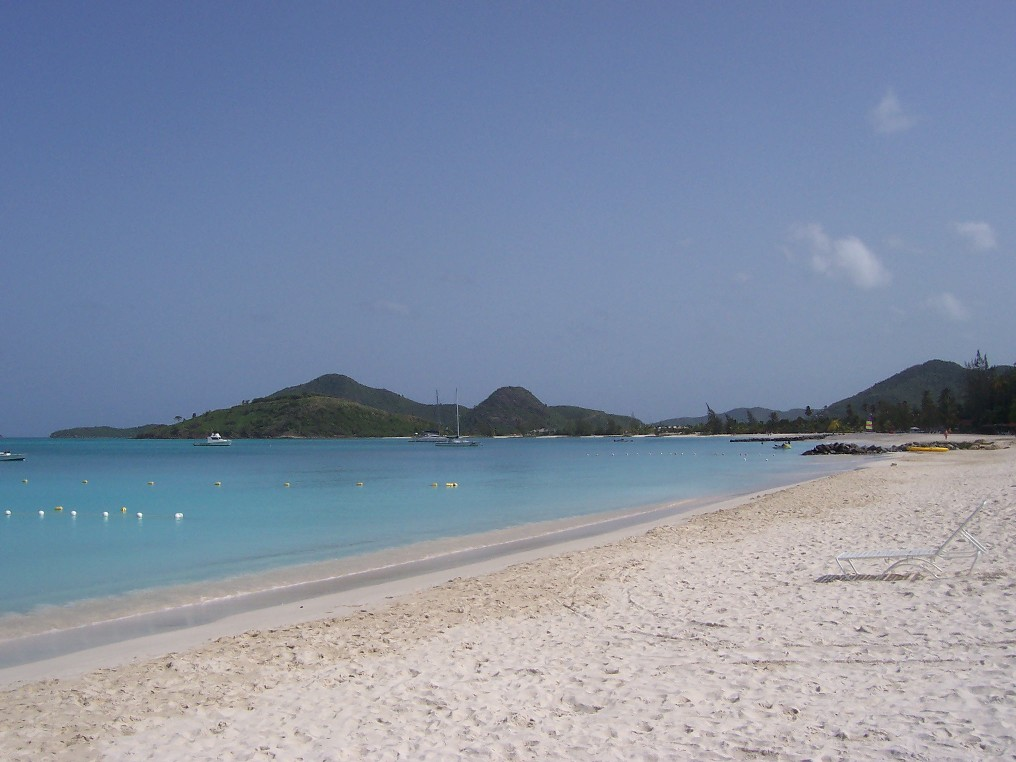
Offene Crescent beach (Jolly Beach)
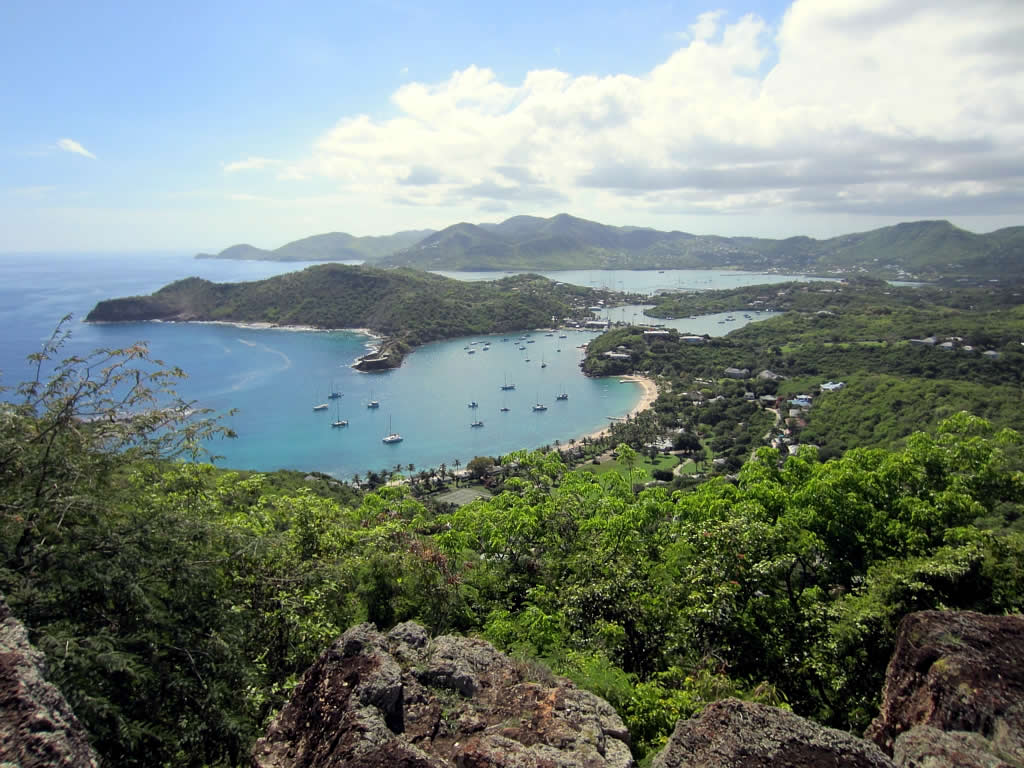
Geschützte Pocket beach (Freeman’s Bay/English Harbour)
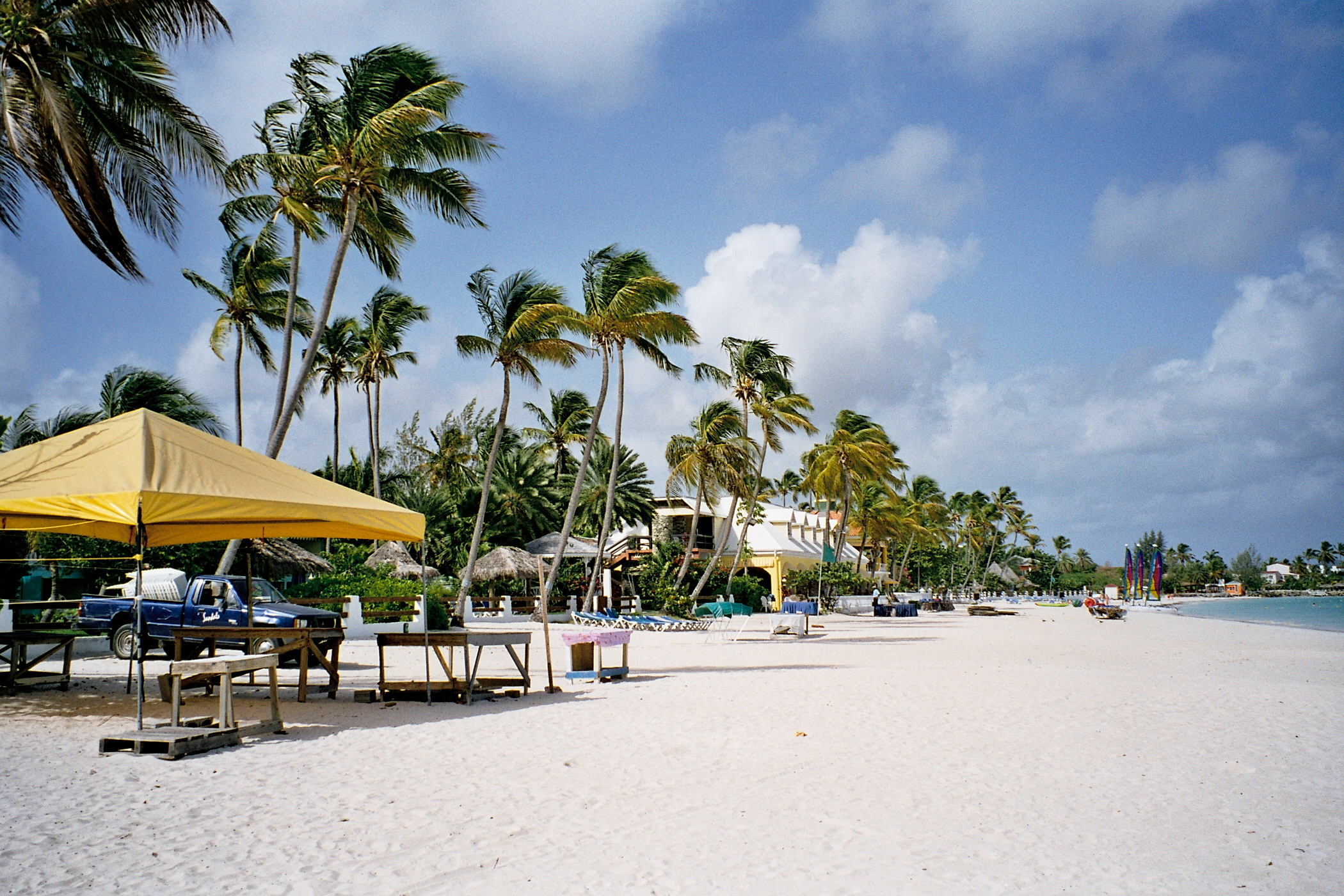
Touristischer Strandabschnitt
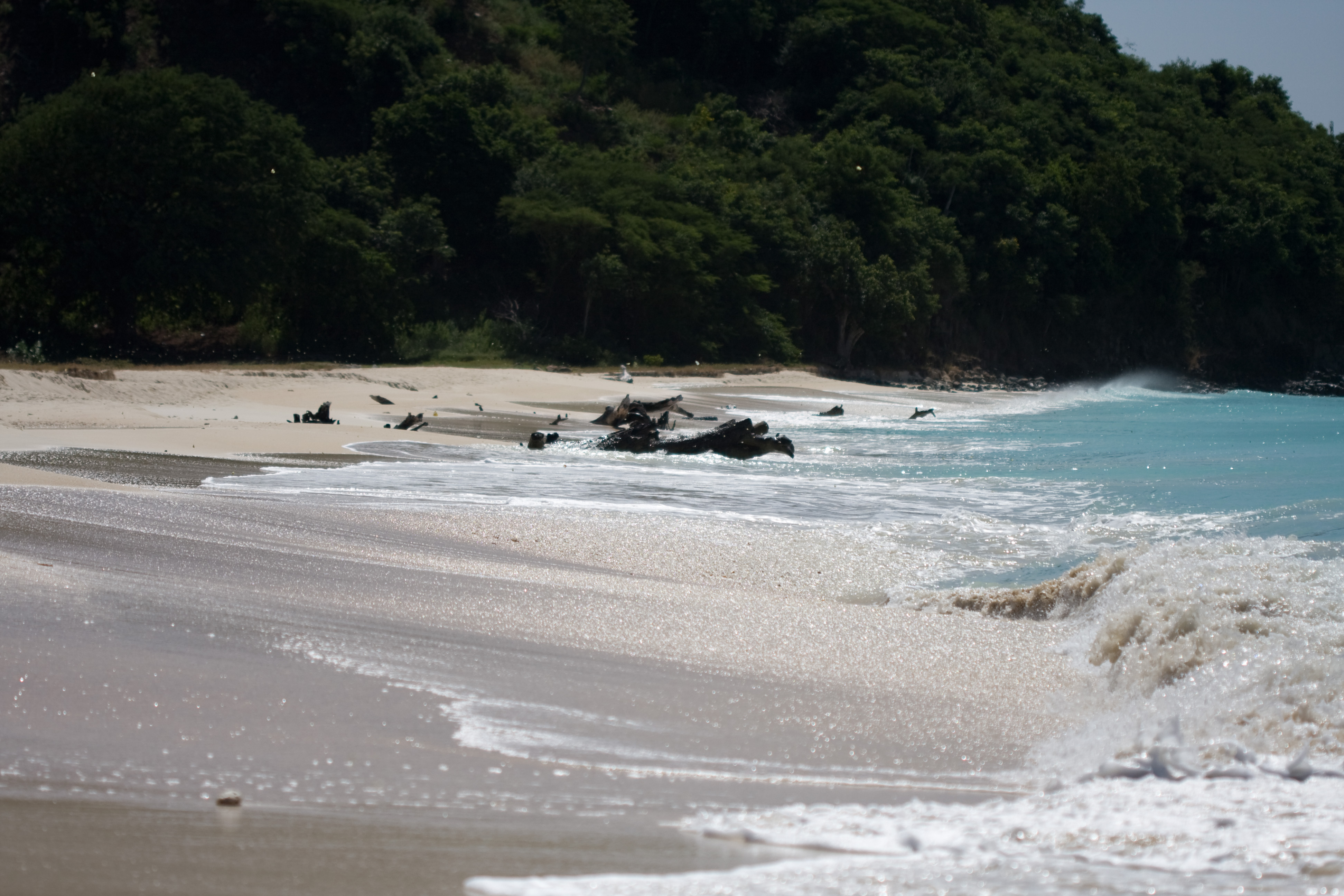
Naturbelassener Strand

## Antigua
Antigua ist die gebirgigere der beiden Inseln (Mount Obama, ex Boggy Peak, 402 m), und die Küste relativ reich gegliedert, mit vorgelagerten Inseln, einigen tiefen, hafentauglichen fjordartigen Buchten, sonst typisch mit seitlichen Felskaps und sichelförmigem Strand vor Tropenwald (offenere Crescent beaches und tiefer zugückgesetzte Pocket beaches). Die Nordostküste ist flach, sumpfig bis felsig, mit nur wenigen größeren, aber zahlreichen kleinen Sandstränden. Die an der Ost-, Nordwest- und Nordküste dem offenen Atlantik zugewandten liegenden Buchten gelten als rauer als die der karibischen Innenseite, sind aber teils durch vorgelagerte Riffe gut geschützt.
Die Insel rühmt sich – als vielzitierter Werbeslogan – „365 Strände zu haben, für jeden Tag des Jahres einen.“ Die folgende Liste gibt die größeren Strände.
1. Spalte: stellt Vorsortierung ein, diese führt entgegen dem Uhrzeigersinn um die Insel und beginnt im Nordwesten
K … Küstenabschnitt der Insel (Nordwesten, Südwesten, Süden, Osten, Nordosten, Norden)
|  | Strand/Buchtensystem                                       | K    | Parish     | Ort                       | Anmerkungen                                                                                    |
|  | ---------------------------------------------------------- | ---- | ---------- | ------------------------- | ---------------------------------------------------------------------------------------------- |
|  | Dickenson Beach                                            | NW   | St. John   | St. John’s-Dickenson Bay  | stark erschlossen                                                                              |
|  | Runaway Beach (Marina Bay)                                 | NW   | St. John   | St. John’s-Marina Bay     | stark erschlossen                                                                              |
|  | Fort [James] Beach                                         | NW   | St. John   | St. John’s-Fort James     | stadtnah, Fort James Park                                                                      |
|  | Side Hill Beach                                            | NW   | St. John   | St. John’s-Grey Hill      |                                                                                                |
|  | Ballast Bay (St. Johns Harbor South)                       | NW   | St. John   | St. John’s-Grey Hill      |                                                                                                |
|  | Yepton Beach (Hog John Bay, St. Johns Harbor West)         | NW   | St. John   | Yepton’s                  | Coconut Beach Club                                                                             |
|  | Pillar Rock Beach (Trafalgar Beach)                        | NW   | St. John   | Yepton’s                  |                                                                                                |
|  | Deep Bay (Goat Hill Bay)                                   | NW   | St. John   | Five Islands              | Grand Royal Antiguan                                                                           |
|  | Galley Bay Beach                                           | NW   | St. John   | Five Islands              | Galley Bay Resort & Hotel                                                                      |
|  | Landing Bay                                                | NW   | St. John   | Five Islands              | zwei Strände, Hawksbill Resort                                                                 |
|  | Hawksbill Beach                                            | NW   | St. John   | –                         | Hawksbill Resort, clothing optional                                                            |
|  | Pinching Bay                                               | NW   | St. John   | –                         | naturbelassen                                                                                  |
|  | Yorks Bay (Hermitage Bay)                                  | SW   | St. Mary   | Bolans                    | naturbelassen                                                                                  |
|  | Stony Horn Bay Beech                                       | SW   | St. Mary   | Bolans                    | am Red Cliff, naturbelassen                                                                    |
|  | Pearns Bay North Beech, South Beach                        | SW   | St. Mary   | Bolans                    | am Red Cliff, naturbelassen, nahe Little Pearns Bay Beach                                      |
|  | Cove Bay Beach (The Cove)                                  | SW   | St. Mary   | Bolans                    | am Red Cliff, naturbelassen                                                                    |
|  | Mosquito Cove Beach (Jolly Harbour North Beach)            | SW   | St. Mary   | Bolans-Jolly Harbour      | privat: Jolly Harbour Marina Village                                                           |
|  | Lignumvitae Beach (Jolly Harbour South Beach, Jolly Beach) | SW   | St. Mary   | Bolans-Jolly Harbour      | stark erschlossen, teils privat: Jolly Harbour Marina Village, Jolly Beach Hotel, Coco’s Hotel |
|  | Valley Church Beach                                        | SW   | St. Mary   | Valley Church (Ffryes)    | Coco’s Hotel, Coco Bay Hotel; Valley Church Bay Important Bird Area                            |
|  | Coco Beach (Little Ffreyes Beach)                          | SW   | St. Mary   | Valley Church (Ffryes)    | Coco Bay Hotel                                                                                 |
|  | Ffryes Beach (Big Ffreyes Beach)                           | SW   | St. Mary   | Valley Church (Ffryes)    |                                                                                                |
|  | Darkwood Beach (Half Hide Bay)                             | SW   | St. Mary   | –                         | naturbelassen                                                                                  |
|  | Crab Hill Bay (Turners Beach)                              | SW   | St. Mary   | Crabb Hill/Johnsons Point | Blue Heron Hotel                                                                               |
|  | Cades Bay Beach                                            | S/SW | St. Mary   | Urlings                   | meerseitig Cades Bay Marine Reserve                                                            |
|  | Morris Bay                                                 | S/SW | St. Mary   | Old Road                  |                                                                                                |
|  | Curtain Bluff Beach                                        | S/SW | St. Mary   | Old Road                  | Curtain Bluff Hotel                                                                            |
|  | Carlisle Bay West Beach (Grace Bay)                        | S/SW | St. Mary   | Old Road                  | Curtain Bluff Hotel                                                                            |
|  | Carlisle Bay                                               | S/SW | St. Mary   | Old Road                  | Carlisle Bay Resort                                                                            |
|  | Rendezvous Bay [West] Beach                                | S    | St. Paul   | –                         | naturbelassen und abgelegen                                                                    |
|  | Rendezvous Bay East Beach (Doigs Beach, Turtle Beach)      | S    | St. Paul   | –                         | naturbelassen und abgelegen                                                                    |
|  | Deep Bay (Dieppe Bay, Proctor Bay)                         | S    | St. Paul   | Falmouth                  | Colony Hotel                                                                                   |
|  | Falmouth Harbour                                           | S    | St. Paul   | Falmouth                  | Naturhafen                                                                                     |
|  | Pigeon [Point] Beach                                       | S    | St. Paul   | English Harbour           | Nelson’s Dockyard National Park                                                                |
|  | Windward Beach                                             | S    | St. Paul   | English Harbour           | Nelson’s Dockyard National Park                                                                |
|  | Galleon Beach (Freeman’s Bay)                              | S    | St. Paul   | English Harbour           | Nelson’s Dockyard National Park, Galleon Beach Club                                            |
|  | Mamora Beach (St. James Club Beach)                        | O    | St. Philip | –                         | meerseitig Coco’s Beach (St. James Bay), St. James’s Club                                      |
|  | Halfmoon Bay Beach                                         | O    | St. Philip | Halfmoon Bay              |                                                                                                |
|  | Exchange Bay Beach                                         | O    | St. Philip | Halfmoon Bay              |                                                                                                |
|  | Great Deep Bay Beach (York Bay)                            | O    | St. Philip | Mill Reef                 | angrenzend Small Deep Bay Beach                                                                |
|  | Green Bay [Isthmus] Beach                                  | O    | St. Philip | Mill Reef                 | am Neck of Land zwischen Small Deep Bay Beach und Devils Hole der Green Bay                    |
|  | Green Island Beaches                                       | O/NO | St. Philip | –                         | mehrere Strände auf Green Island, privat, abgelegen und unberührt                              |
|  | Brownes Bay Beach (Harmony Hall Western Beach)             | NO   | St. Philip | Brownes Bay               |                                                                                                |
|  | Nonsuch Bay South Beach, North Beach (Pineapple Beach)     | NO   | St. Philip | Willikies                 | Grand Pineapple Beach Hotel, The Verandah                                                      |
|  | Long Bay Beach (Grand Pinapple Beach)                      | NO   | St. Philip | Long Bay                  |                                                                                                |
|  | Grape Bay East Beach, West Beach                           | NO   | St. Peter  | –                         | auf Guiana Island, abgelegen                                                                   |
|  | Great Bird Island South Beach, North Beach                 | NO   | St. Peter  | –                         | auf Great Bird Island, abgelegen                                                               |
|  | Long Island Beaches                                        | NO   | St. George | Long Island               | mehrere Strände auf der Insel                                                                  |
|  | Winthorpes Bay Beach                                       | NO   | St. George | Coolidge                  |                                                                                                |
|  | Dutchman Bay Beach                                         | NO   | St. George | Coolidge                  |                                                                                                |
|  | Shoal Bay                                                  | NO   | St. George | Coolidge                  | American University of Antigua (Camp Blizzard)                                                 |
|  | Jabberwock Beach (Judges/Elys Bay)                         | NO   | St. George | Coolidge/Hodges Bay       | Wind-/Kite-Surfing-Site                                                                        |
|  | Blackrock Beach (Boons Bay)                                | N    | St. John   | Crosbies                  |                                                                                                |
|  | Soldier Bay (Longford Bay)                                 | N    | St. John   | Cedar Grove               | zwei Strände, der westliche sehr abgelegen                                                     |

## Barbuda
Barbuda ist eine flache, spärlich besiedelte Insel mit kaum gegliederter Küste. Sie ist beinahe vollständig von Strand gesäumt, palmenbestanden oder vor Buschland. Durch den Wassermangel sind die Strände nicht bewohnbar, daher sind nur vereinzelt Tourismusbetriebe angesiedelt und sie gelten als besonders unverschmutzt und naturbelassen.
Bekannt ist die Insel für ihre rosafarbenen Strände, die ihre zarte Tönung von zermahlenen Korallen und Foraminiferen bekommen; sie zeigt sich besonders an der Wasserlinie.
1. Spalte: stellt Vorsortierung ein, diese führt entgegen dem Uhrzeigersinn um die Insel und beginnt im Nordwesten
K … Küstenabschnitt der Insel
|  | Strand/Buchtensystem                                                    |      | Ort        | Anmerkungen |
|  | ----------------------------------------------------------------------- | ---- | ---------- | --- |
|  | 11 Mile Beach (Billy Point, Cedar Tree Point, Low Bay)                  | N/W  | –          | großteils Frigate Bird Sanctury und Codrington Lagoon and the Creek Important Bird Area; Palm Beach: Lighthouse Bay Resort, Palm Beach Cottages |
|  | Palmetto Point                                                          | W/SW | Codrington | The Beach House (ex Palmetto Hotel), Dulcina Hotel-Jetty                                                                                        |
|  | Princess Diana Beach (Pink Sand Beach)                                  | W/SW | –          | Pink Sand Villa and Campsite |
|  | Cocoa Point (Coco Point)                                                | SW   | –          | Coco Point Lodge |
|  | Gravenor Bay (Spanish Point)                                            | S    | –          | abgelegen |
|  | East coast beaches (Pelican Bay, Castle Bay, Rubbish Bay, Two Foot Bay) | O    | –          | unberührt |
|  | North beaches (Fishing Creek/Cob Cove/Goat Point)                       | NO/N | –          | auf Goat Island, unberührt; North Beach Villas                                                                                                  |